# Okręg wyborczy nr 75 do Senatu Rzeczypospolitej Polskiej
Okręg wyborczy nr 75 do Senatu Rzeczypospolitej Polskiej obejmuje obszar powiatu bieruńsko-lędzińskiego oraz miast na prawach powiatu Mysłowic i Tychów (województwo śląskie). Wybierany jest w nim 1 senator na zasadzie większości względnej.
Utworzony został w 2011 na podstawie Kodeksu wyborczego. Po raz pierwszy zorganizowano w nim wybory 9 października 2011. Wcześniej obszar okręgu nr 75 należał do okręgu nr 30.
Siedzibą okręgowej komisji wyborczej są Katowice.

## Reprezentanci okręgu
| Rok      | Rok       | Senator                    | Komitet wyborczy                  |
| -------- | --------- | -------------------------- | --------------------------------- |
|          | 2011      | Elżbieta Bieńkowska        | Platforma Obywatelska RP          |
|          | 2015 (II) | Czesław Ryszka             | Prawo i Sprawiedliwość            |
| 2015 (X) |           | Czesław Ryszka             | Prawo i Sprawiedliwość            |
|          | 2019      | Gabriela Morawska-Stanecka | Sojusz Lewicy Demokratycznej      |
|          | 2023      | Andrzej Dziuba             | KWW Andrzej Dziuba – Pakt Senacki |

## Wyniki wyborów
Symbolem „●” oznaczono senatora ubiegającego się o reelekcję.

### Wybory parlamentarne 2011
| Kandydat                                                                                      | Kandydat            | Komitet wyborczy                           | Głosów | Głosów | Głosów |
| Kandydat                                                                                      | Kandydat            | Komitet wyborczy                           | Liczba | %      | +/–    |
| --------------------------------------------------------------------------------------------- | ------------------- | ------------------------------------------ | ------ | ------ | ------ |
|                                                                                               | Elżbieta Bieńkowska | Platforma Obywatelska RP                   | 48 281 | 45,24  | –      |
|                                                                                               | Dariusz Dyrda       | KWW Autonomia Dla Ziemi Śląskiej           | 34 527 | 32,35  | –      |
|                                                                                               | Marek Szczepański   | KWW Unia Prezydentów – Obywatele do Senatu | 23 908 | 22,40  | –      |
| Frekwencja: 52,95% Liczba głosów ważnych: 106 716 (95,88%) Źródło: Państwowa Komisja Wyborcza |                     |                                            |        |        |        |

### Wybory uzupełniające 2015
Głosowanie odbyło się z powodu zrzeczenia się mandatu przez Elżbietę Bieńkowską po jej wyborze na członka Komisji Europejskiej.
| Kandydat                                                                                    | Kandydat         | Komitet wyborczy             | Głosów | Głosów | Głosów |
| Kandydat                                                                                    | Kandydat         | Komitet wyborczy             | Liczba | %      | +/–    |
| ------------------------------------------------------------------------------------------- | ---------------- | ---------------------------- | ------ | ------ | ------ |
|                                                                                             | Czesław Ryszka   | Prawo i Sprawiedliwość       | 8541   | 56,57  | –      |
|                                                                                             | Michał Gramatyka | Platforma Obywatelska RP     | 4452   | 29,49  | –15,75 |
|                                                                                             | Dariusz Dyrda    | KWW Ze Śląska – Nie z Partii | 2104   | 13,94  | –      |
| Frekwencja: 7,34% Liczba głosów ważnych: 15 097 (98,85%) Źródło: Państwowa Komisja Wyborcza |                  |                              |        |        |        |

### Wybory parlamentarne 2015
| Kandydat                                                                                      | Kandydat         | Komitet wyborczy         | Głosów | Głosów | Głosów |
| Kandydat                                                                                      | Kandydat         | Komitet wyborczy         | Liczba | %      | +/–    |
| --------------------------------------------------------------------------------------------- | ---------------- | ------------------------ | ------ | ------ | ------ |
|                                                                                               | Czesław Ryszka ● | Prawo i Sprawiedliwość   | 54 718 | 50,48  | –      |
|                                                                                               | Marek Spyra      | Platforma Obywatelska RP | 53 676 | 49,52  | +4,28  |
| Frekwencja: 56,18% Liczba głosów ważnych: 108 394 (94,08%) Źródło: Państwowa Komisja Wyborcza |                  |                          |        |        |        |

### Wybory parlamentarne 2019
| Kandydat                                                                                      | Kandydat                   | Komitet wyborczy             | Głosów | Głosów | Głosów |
| Kandydat                                                                                      | Kandydat                   | Komitet wyborczy             | Liczba | %      | +/–    |
| --------------------------------------------------------------------------------------------- | -------------------------- | ---------------------------- | ------ | ------ | ------ |
|                                                                                               | Gabriela Morawska-Stanecka | Sojusz Lewicy Demokratycznej | 64 172 | 50,93  | –      |
|                                                                                               | Czesław Ryszka ●           | Prawo i Sprawiedliwość       | 61 823 | 49,07  | –1,41  |
| Frekwencja: 65,46% Liczba głosów ważnych: 125 995 (97,11%) Źródło: Państwowa Komisja Wyborcza |                            |                              |        |        |        |

### Wybory parlamentarne 2023
| Kandydat                                                                                      | Kandydat         | Komitet wyborczy                     | Głosów | Głosów | Głosów |
| Kandydat                                                                                      | Kandydat         | Komitet wyborczy                     | Liczba | %      | +/–    |
| --------------------------------------------------------------------------------------------- | ---------------- | ------------------------------------ | ------ | ------ | ------ |
|                                                                                               | Andrzej Dziuba   | KWW Andrzej Dziuba – Pakt Senacki    | 81 134 | 56,65  | –      |
|                                                                                               | Piotr Czarnynoga | Prawo i Sprawiedliwość               | 45 886 | 32,04  | –17,03 |
|                                                                                               | Mateusz Ożóg     | Konfederacja Wolność i Niepodległość | 16 193 | 11,31  | –      |
| Frekwencja: 77,20% Liczba głosów ważnych: 143 213 (97,88%) Źródło: Państwowa Komisja Wyborcza |                  |                                      |        |        |        |